# Renan dos Santos
Renan dos Santos, genannt Renan, (* 18. Mai 1989 in Rio de Janeiro) ist ein brasilianischer Fußballtorwart.

## Karriere
Renan entsprang dem Jugendfußballzentrum CFZ do Rio SE des ehemaligen Nationalspielers Zico. Von hier wechselte er 2006 zum Botafogo FR in der Jugendmannschaft des Klubs. 2008 schaffte er hier den Sprung in die erste Mannschaft. Am 11. Mai 2008 bestritt er in der Série A sein erstes Spiel als Profi gegen Sport Recife. Auch International trat der Spieler in der Saison an. Bei der Copa Sudamericana 2008 spielte er am 6. November gegen Estudiantes de La Plata.
In den acht Jahren als Profi bei Botafogo FR hatte Renan diverse Einsätze, kam über den Status des Reservetorwarts nicht hinaus. Anfang 2016 wechselte er zum Avaí FC nach Florianópolis. Hier bestritt er in seiner ersten Saison 2016 alle Ligapflichtspiele. Am 7. Januar 2017 wurde sein Wechsel nach Bulgarien bekannt gemacht. Renan ging zu Ludogorez Rasgrad. Er erhielt hier einen Dreijahresvertrag. Sein erstes Spiel in der bulgarischen A Grupa bestritt Renan in der Saison 2016/17 im Auswärtsspiel gegen ZSKA Sofia am 1. April 2017. Mit Ludogorez konnte Renan in der Saison die nationale Meisterschaft feiern. Mit dem Klub trat Renan das erste Mal auf europäischer Klubebene an. In der UEFA Champions League 2017/18 traf sein Klub am 12. Juli 2017 in der zweiten Qualifikationsrunde auf den FK Žalgiris Vilnius. Nachdem er mit dem Klub fünf Mal nationaler Meister und zweimal Supercup-Sieger wurde, ging Renan zur Saison 2022 zurück nach Brasilien.
Renan unterzeichnete einen Kontrakt bei Atlético Goianiense. In die Saison darauf ging er mit Sport Recife. Dieser verlieh ihn für 2024 an den EC Juventude. Hier kam er in zwei Spielen der Staatsmeisterschaft zu Einsätzen. Nachdem er in der Série A 2024 nur auf Reservebank saß, wechselte er im August in die Série B 2024 zum FC Santos. Der Kontrakt erhielt eine Laufzeit bis Jahresende, mit der Option um die Verlängerung um ein Jahr. Bis zum Ende der Meisterschaft, welche Santos gewann, saß er hier nur in vier Spielen auf der Bank. Die Verlängerungsoption wurde von Santos nicht wahrgenommen und Renan musste Santos wieder verlassen.

## Erfolge
Botafogo
- Staatsmeisterschaft von Rio de Janeiro: 2010, 2013
- Série B: 2015

Ludogorez Rasgrad
- A Grupa: 2016/17, 2017/18, 2018/19, 2019/20, 2020/21
- Bulgarischer Fußball-Supercup: 2018, 2019

Atlético Goianiense
- Staatsmeisterschaft von Goiás: 2022

Sport Recife
- Staatsmeisterschaft von Pernambuco: 2023

Santos
- Série B: 2024